# Kurt Stenport
Kurt Verner Gideon Stenport, ursprungligen Ericsson, född 26 oktober 1900 i Hedvig Eleonora församling, Stockholm, död 24 mars 1990 i  Helsingborgs Maria församling, Malmöhus län, var en svensk läkare. 
Han var son till ingenjör Gideon Ericsson och far till läkarna Jan (1930–2009)  och Göran Stenport. 
Efter studentexamen vid Östra Real i Stockholm 1919 blev Stenport medicine kandidat 1922 och medicine licentiat vid Karolinska institutet 1927. Han var assistentläkare vid Borås lasarett 1925, extra läkare i Gällivare distrikt 1926, t.f. andre amanuens vid Serafimerlasarettets kirurgiska avdelning 1927–1928, andre underläkare vid Södertälje lasarett 1928–1929, underläkare vid kirurgiska avdelningen vid Sankt Eriks sjukhus 1929–1931, amanuens vid ortopediska kliniken vid Karolinska institutet 1932–1933, underläkare vid avdelningen för kirurgisk tuberkulos vid Sankt Görans sjukhus 1933–1935 och överläkare vid ortopediska avdelningen vid Sköldenborgsinstitutet (vanföreanstalten) i Helsingborg 1935–1967 (som efterträdare till Carl Holmdahl).
Stenport blev marinläkare av andra graden i Marinläkarkårens reserv 1927, av första graden 1932, i reserven 1936, och förste marinläkare 1947. Han är gravsatt i Södra minneslunden vid Helsingborgs krematorium.